# De avonturen van Tom Bombadil
De avonturen van Tom Bombadil is een collectie van gedichten geschreven door de Britse schrijver en universitair hoogleraar J.R.R. Tolkien en voor het eerst gepubliceerd in 1962. Het boek bevat 16 gedichten, waarvan slechts twee met Tom Bombadil, een personage dat vooral bekend is geworden vanwege zijn ontmoeting met Frodo Balings in In de Ban van de Ring. De rest van de gedichten zijn een samenraapsel van bestiarium-verzen en rijmen. Twee gedichten verschenen ook in In de Ban van de Ring.

## De Avonturen van Tom Bombadil
De Avonturen van Tom Bombadil bevat verzen uit het Rode Boek van de Westmark, waarin een groot aantal verzen en liederen staan. Enkele verzen uit dat boek zijn terug te vinden in zijn boeken (o.a. In de ban van de ring). Het zijn in totaal 16 verzen, allemaal stammend uit de Derde Era (op het 15e na, dat uit de Vierde Era stamt). Ze zouden door de Hobbits zijn geschreven en bevatten voornamelijk verhalen over de Gouw. Tolkien benadrukt in de inleiding overigens dat de meeste verzen in het Rode Boek onzinliedjes zijn, die op rommelige wijze in kantlijnen gekrabbeld zijn.

### Eerste vers -De Avonturen van Tom Bombadil
Dit vers is afkomstig uit Bokland en gaat over de figuur Tom Bombadil, die door het riviermeisje Goudbezie het water werd ingetrokken, door Wilgeman met zijn takken werd vastgehouden, door broer Das diens hol werd ingesleurd en door de Grafgeest wordt bedreigd. Allemaal wilden ze Tom bij zich houden, maar hij wilde niet. Maar op een dag ving Tom het riviermeisje Goudbezie, dat hij mee naar huis nam, waarna hij met haar trouwde.

### Tweede vers -Bombadil gaat uit varen
Net als het eerste vers afkomstig uit Bokland, maar van veel recentere tijd. Het gaat wederom over Tom Bombadil, die besluit een stukje te gaan varen op de rivier de Brandewijn. Onderweg ontmoet hij allerlei dieren, zoals de Winterkoning, IJsvogel, Snorrejong de otter en de oude zwaan van het Elfeneiland. Wanneer de rivier te ruw wordt, besluit hij verder te gaan lopen. Hierbij komt hij boer Van der Made in zijn kar tegen, waarmee hij meerijdt naar diens huis. Hier wordt gezongen, gegeten, gedronken en gedanst.

### Derde vers -Zwervend leven
Dit is het langste vers uit het boek en werd waarschijnlijk door Bilbo Balings geschreven, die het schreef nadat hij was teruggekeerd van zijn reis, zoals die in het boek De Hobbit werd verteld. Het vers gaat over de reis naar Schaduwland en de zeereizen.

### Vierde vers -Prinses Meij
Dit versje gaat over het waterdansende prinsesje Meij en haar spiegelbeeld Zeij.

### Vijfde vers -De Man in de Maan bleef te laat op
Door Bilbo geschreven vers over de Man in de Maan, die zich in een herberg vol laat lopen.

### Zesde vers -De Man in de Maan kwam te vroeg omlaag
Dit vers is waarschijnlijk afkomstig uit Gondor en gaat weer over de Man in de Maan, die een misstap maakt en in de baai van Bel viel. Hij wordt opgepikt door een vissersboot, maar wat te eten en een plaatsje aan het vuur in een herberg kostte hem zijn zilver, parel, zilveren ring, zijn jas, zijn zijden kleren en zijn kroon.

### Zevende vers -De stenen Trol
Dit werd geschreven door Sam Gewissies en verhaalt over Tom Bombadil, die het been van zijn oom terug komt halen, dat door de Trol van het kerkhof is gestolen. Hoewel in de tekst nergens de achternaam van Tom genoemd wordt, is op de illustratie van Pauline Baynes duidelijk te zien dat het hier om Tom Bombadil gaat. (Baynes was de favoriete illustrator van Tolkien en de enige waarmee hij overlegde over details van de tekeningen) Ook kan men door de woorden "schoenloze voet" denken dat het om een Hobbit gaat. Overigens is het opvallend dat Tom in dit versje kreupel raakt, terwijl daarvan in alle andere versjes en verhalen over hem geen spoor van te vinden is.

### Achtste vers -Ali-de-Kruik
Dit vers werd ook door Sam Gewissies geschreven en gaat over de laatste Trol, die het alleen zijn moe is en op zoek gaat naar gezelschap. Maar iedereen rent voor hem weg, waardoor hij uiteindelijk bij de poort van Sluishol neerslachtig gaat zitten huilen. Hier kruipt Ali-de-Kruik naar hem toe om de Trol te troosten. De Trol neemt hem mee naar zijn huis en vergast hem op allerlei lekkers. Ook leert de Trol hem de bakkerskunst. Terug in Sluishol wordt de Kruik een grote bakker, en ook een dikke, want hij komt elke donderdag bij de Trol eten.

### Negende vers -De Muspels
Dit korte vers beschrijft het natte, donkere Muspelrijk. Waarschijnlijk is dit een typische waarschuwing van Hobbits dat het slimmer is om thuis te blijven dan om je in allerlei vreemde oorden te begeven.

### Tiende vers -Olifant
Dit versje is met 24 regels het kortste uit het boek en gaat over de oude Olifant.

### Elfde vers -Fastitocalaan
Net als het vorige een kort versje, dat gaat over een zeemonster: de laatste oude zeeschildpad Fastitocalaan. Ook dit vers is een voor Hobbits typisch vers tegen het reizen.

### Twaalfde vers -De kat
Een oud versje, dat door Sam Gewissies werd bewerkt: een kat droomt ervan een woest roofdier te zijn.

### Dertiende vers -Schaduwbruid
Dit vers gaat over een verstarde man zonder schaduw, die, toen hij een vrouw gewaar werd, zijn standbeeldpose verbrak en haar vastgreep, waarbij hij zich in haar schaduw wikkelde.

### Veertiende vers -De schat
Door de Hobbits bewerkt maar van origine Elfs vers. Dit vers gaat over een goudschat, die Elfen, Dwergen, Draken en Mensen overleeft.

### Vijftiende vers -De zee-bel
Een oorspronkelijk Hobbit-vers, het recentste vers in dit boek. Het gaat over iemand die een verre roep als een zee-bel hoort en op zoek gaat naar de oorsprong van dat geluid, maar het nooit zal vinden. Volgens de inleiding van deze bundel had iemand in het Rode Boek bij dit vers erboven "Frodo's droom" gekrabbeld. Het vers zou dan ook gaan over de akelige dromen die Frodo plaagden tijdens zijn laatste jaren in Midden-aarde, maar het is niet door Frodo opgeschreven.

### Zestiende vers -Het laatste schip
Het laatste vers in het boek is weer een Hobbit-bewerking van een oud Elfs vers en gaat over het meisje Firiel, dat de laatste plaats in het schip naar Elfentuin krijgt aangeboden, maar uiteindelijk besluit thuis te blijven.